# ヘンリー・キャントウェル・ウォレス

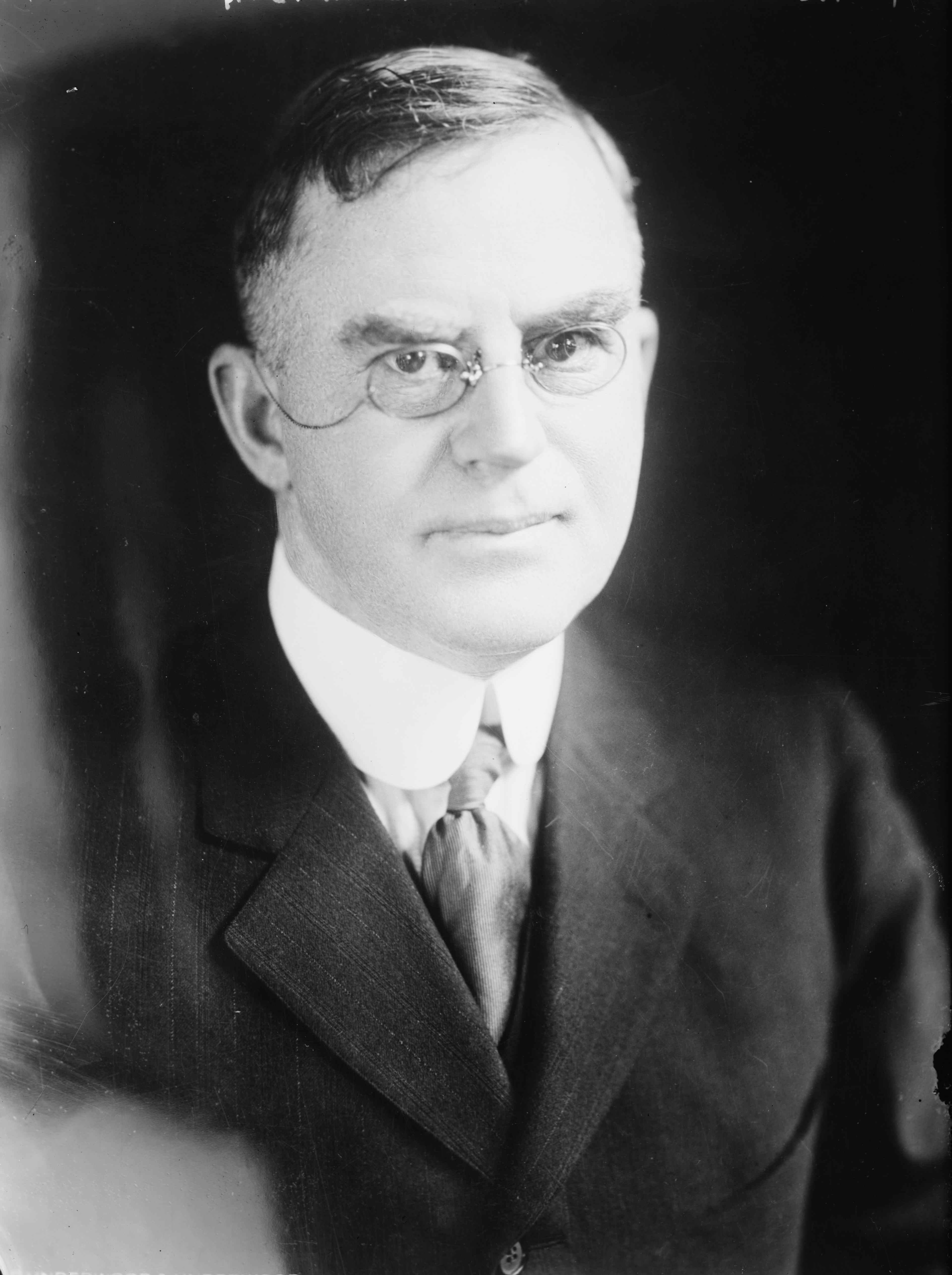
ヘンリー・キャントウェル・ウォレス

ヘンリー・キャントウェル・ウォレス（Henry Cantwell Wallace, 1866年5月11日 - 1924年11月18日）は、アメリカ合衆国の政治家。ウォレン・ハーディング政権およびカルビン・クーリッジ政権で第7代アメリカ合衆国農務長官を務めた。

## 生涯
1866年5月11日、ウォレスはイリノイ州ロックアイランドにおいて誕生した。ウォレスは間もなく家族とともにアイオワ州へ移り住んだ。一家はオリエント近郊に農場を開いた。ウォレスは1885年から1887年までアイオワ州立農業大学で学んだ。その後ウォレスは、アイオワ州で父親が経営する農場の仕事を手伝った。ウォレスは1891年にアイオワ州立農業大学に復学し、1892年に酪農学の学士号を取得した。ウォレスは続いて1893年から1894年までアイオワ州立農業大学で酪農学の准教授を務めた。
1895年、ウォレスは父親が経営する農業誌 Wallace's Farmer に加わり、翌1916年に編集長となった。ウォレスはアイオワ州において4Hクラブの設立と拡張を支援した。またアイオワ州農業局の開設にも手助けした。
1921年、ウォレスはウォレン・ハーディング政権において農務長官に任ぜられた。第一次世界大戦の影響により、内国の農業従事者は生産原価の高騰や農産物価格の暴落に困窮していた。ウォレスは農務省内に農業経済局と家庭経済局を新設し、農産物に関わる市場機能の安定を図った。また内務省から国有林の管理部門を移管し、林野部を設置した。ウォレスはカルビン・クーリッジ政権でも引き続き農務長官を務めた。
農務長官在任中の1924年11月18日、ウォレスはワシントンD.C.において死去した。ウォレスの遺体はアイオワ州デモインのウッドランド墓地に埋葬された。

## 家族
父親はヘンリ・ウォレス (Henry Wallace, 1836-1916)、母親はナニー・アン・キャントウェル (Nannie Ann Cantwell, 1839-1909) であった。ウォレスは1887年11月24日にキャリー・メイ・ブロッドヘッド （Carrie May Brodhead, 1867-1948) と結婚した。ウォレスはキャリーとの間に、以下の子供をもうけた。
- ヘンリー・アガード・ウォレス (Henry Agard Wallace, 1888-1965)
- アナベル・ジョセフィン・ウォレス (Annabelle Josephine Wallace, 1891-1975)
- ジョン・ブロッドヘッド・ウォレス (John BrodHead Wallace, 1894-1987)
- ジェイムズ・ウィルソン・ウォレス (James Wilson Wallace, 1896-1993)
- メアリ・オリーヴ・ウォレス (Mary Olive Wallace, 1898-1987)
- ルース・ウォレス (Ruth Wallace, 1901-)